# Uncaria acida
Uncaria acida är en måreväxtart som först beskrevs av Alexander Hunter, och fick sitt nu gällande namn av William Roxburgh. Uncaria acida ingår i släktet Uncaria och familjen måreväxter.

## Underarter
Arten delas in i följande underarter:
- U. a. acida
- U. a. papuana